# Dum Laga Ke Haisha (película)
Dum Laga Ke Haisha (traducida como "Dale todas tus fuerzas") es una película de comedia romántica y drama en hindi del año 2015, escrita y dirigida por Sharat Katariya. La película se estrenó internacionalmente con el título "My Big Fat Bride" y está protagonizada por Ayushmann Khurrana y Bhumi Pednekar en su debut en el cine, junto con Sanjay Mishra y Seema Pahwa en papeles principales. La música de fondo de la película fue compuesta por el compositor italiano Andrea Guerra.
La película se lanzó el 27 de febrero de 2015 y fue bien recibida por la crítica. Box Office India informó que la película recaudó alrededor de ₹42 rupias a nivel nacional después de una exitosa carrera de cinco semanas en taquilla. La película logró celebrar 50 días de proyección en cines el 16 de abril de 2015. En total, la recaudación mundial de la película ascendió a aproximadamente ₹71.85 rupias.
En la 61.ª edición de los Premios Filmfare, Dum Laga Ke Haisha obtuvo cinco nominaciones y ganó en dos categorías: Mejor Debut Femenino para Pednekar y Mejor cinematografía. La canción "Moh Moh Ke Dhaage" recibió tres nominaciones, incluyendo Letra, Interpretación Vocal de Papon y Monali Thakur. Además, la película recibió el Premio Nacional de Cine a la Mejor Película en Hindi.

## Trama
En 1995, seguimos a Prem Prakash Tiwari, un joven dueño de una tienda de videocasetes en el mercado local de Haridwar. Él es miembro de una organización nacionalista y cada día visita su sucursal para llevar a cabo su ritual matutino, que incluye la recitación del himno nacional, compromiso con la nación y ejercicio. Uno de los valores centrales de esta organización es la abstinencia, aunque los miembros mayores están casados y no hay restricciones al matrimonio para los miembros jóvenes. Sin embargo, se espera que los miembros no prioricen su vida matrimonial sobre su servicio a la nación.
El padre de Prem está interesado en casarlo con Sandhya, una mujer educada pero con sobrepeso. Aunque a Prem no le agrada Sandhya, decide aceptar casarse con ella. Prem abandonó la escuela y acepta esta unión porque no puede atraer a una chica que tenga el "nivel de apariencia de Juhi Chawla". Además, Sandhya está buscando ser maestra, y su familia ve esta alianza como una forma de obtener apoyo financiero. Finalmente, en una elaborada ceremonia de boda comunitaria, Prem y Sandhya se casan.
Prem muestra claramente su falta de interés por el matrimonio y evita consumar la relación en la noche de bodas. Mientras su hermana, tía y madre debaten sobre su vida inexistente, Prem decide irse a Agra. En casa, Sandhya intenta acercarse a él, pero Prem se siente incómodo incluso al caminar con ella en público. La relación entre Prem y Sandhya sigue siendo tensa, aunque se besan y tienen relaciones sexuales en su segunda noche juntos. El director de la sucursal le aconseja a Prem que, dado que no puede cumplir con su compromiso de abstinencia, debería enfocarse en mejorar su vida matrimonial. Con el tiempo, la frustración de Sandhya aumenta; cuando la tía de Prem menciona un asunto trivial, ambos tienen una acalorada discusión en la que Sandhya le expresa que no la está tratando bien.
En medio de estas circunstancias, un cercano amigo de Prem, Nirmal, se casa. Prem y Sandhya asisten a la ceremonia, donde, debido al exceso de alcohol y los celos de Prem hacia la atractiva esposa de Nirmal, él revela públicamente que su relación íntima con Sandhya ha sido muy difícil. Sandhya escucha estas palabras y reacciona abofeteándolo frente a sus amigos, a lo que él responde con otro golpe. Al día siguiente, Sandhya reflexiona sobre lo sucedido y decide que ha llegado a su límite, optando por dejar a Prem. Ella responsabiliza a su suegro por su falta de respeto hacia las mujeres y por no haber educado adecuadamente a su hijo. A pesar de los intentos de su madre por reconciliarlos, Sandhya decide que puede vivir por sí misma.
En paralelo, Prem decide enfocarse en sus estudios y retomar su interés por el idioma inglés. Se inscribe para un examen y se dedica a prepararse sinceramente. Sin embargo, durante el examen, se siente abrumado por sus emociones confusas, lo que le impide escribir una sola palabra. Finalmente, decide expresar sus sentimientos de manera sincera en una nota a quien revise su examen, indicando que si siente algún tipo de compasión por su situación, no debería otorgarle una calificación baja; de lo contrario, su familia quedaría "en cero" (haciendo referencia a su intento de suicidio).
Pronto, el padre de Nirmal abre una tienda que vende CD de música en el mismo mercado, lo que afecta directamente el negocio familiar de Prem. Para resolver la disputa, las familias de Prem y Nirmal discuten la situación y llegan a un acuerdo: Nirmal desafía a Prem a participar en el concurso "Dum Lagao", en el que debe cargar a su esposa sobre sus hombros y correr una carrera de obstáculos.
Mientras tanto, Sandhya y Prem asisten al tribunal para solicitar el divorcio. Allí, Sandhya revela que se casó con él porque realmente le agradaba, mientras que Prem admite que se casó bajo presión familiar. Ambos padres intervienen ante el juez, suplicando que el divorcio no se realice por motivos triviales, y expresan su deseo de que Sandhya regrese a casa. El juez decide que deben pasar seis meses juntos e intentar salvar su matrimonio.
Aunque inicialmente acuerdan vivir juntos solo formalmente, Sandhya y Prem comienzan a llevarse bien a medida que empiezan a entenderse mutuamente. A pesar de las diferencias iniciales, empiezan a acercarse cada día más. Sandhya se ve involucrada en el concurso "Dum Lagao" y espera que Prem la acompañe, pero la confusión emocional de Prem dificulta su claridad de pensamiento. A medida que pasa el tiempo, su relación se fortalece, aunque según Prem, todavía carecen de coordinación y son muy diferentes en muchos aspectos.
En cierto día, al regresar a casa, Prem se siente disgustado al ver cómo su familia finge apreciar las habilidades culinarias de Sandhya, que consisten principalmente en platos hervidos y sin especias. Su frustración llega a un punto límite y estalla, expresando su angustia por la falsedad que percibe a su alrededor. En un momento desesperado, intenta suicidarse. En ese preciso instante, un oficial de policía llega a su casa debido a la denuncia por la emotiva carta que había escrito como parte de su examen de inglés (un intento de suicidio).
Este incidente conmueve a Sandhya, quien finalmente logra entender el dolor que Prem está experimentando. Tienen una conversación sincera donde ambos se dan cuenta de que quizás no sean la pareja perfecta en todos los aspectos, pero reconocen que se preocupan profundamente el uno por el otro. En medio de esto, Sandhya recibe una oferta de trabajo como profesora en Meerut, lo cual acepta porque siente que ya no hay nadie que se preocupe por ella. Cuando le comunica esto a Prem, él se da cuenta de que no quiere perderla y descubre que está enamorado de ella.
En el día de la competición, la tía de Prem logra persuadirlo para que participe, y así la pareja tiene una última oportunidad para intentar salvar su matrimonio. De manera sorprendente, Prem carga a Sandhya sobre sus hombros y logra superar a todos los demás concursantes en la carrera de obstáculos. Durante la última vuelta de la competencia, Sandhya confiesa a Prem que ya no quiere ir a Meerut y que desea que él la deje quedarse. Prem comprende que ganar la competencia es la única forma de hacerlo posible, y se esfuerza al máximo para asegurarse de ganar la carrera y cumplir el deseo de Sandhya.
Después de completar la carrera, Prem no permite que Sandhya se separe de él. La lleva de vuelta a su hogar, donde sellan su amor con un beso.

## Elenco
- Ayushmann Khurrana como Prem Prakash Tiwari[11]
- Bhumi Pednekar como Sandhya Tiwari (née Verma)
- Sanjay Mishra como Chandra Prakash Tiwari
- Alka Amin como Sashi Tiwari
- Sheeba Chaddha como Nain Tara
- Seema Pahwa como Subhadra Rani
- Shardul Rana como Samar Verma
- Shrikant Verma como Shakha Babu
- Poorva Neeraj como abogada de divorcio de Sandhya
- Kunal S Malla como Bade Jijaji
- Sonali Sharma Anand como Hema
- Chandra Choor Rai como Nirmal
- Mahesh Sharma como Vijay
- Jahidul Islam Shuvo como Shuvo
- V K Sharma como Raghuveer Nautiyal
- Kumar Sanu como él mismo (aparición especial)

## Producción
La trama de la película tiene lugar en las ciudades de Haridwar y Rishikesh. Dum Laga Ke Haisha marca la primera película de Bollywood rodada completamente en estas ciudades gemelas de templos. El guion de la película fue escrito en 2007, casi siete años antes de su lanzamiento.
Bhumi Pednekar fue elegida para el papel principal femenino, lo que marcó su debut cinematográfico. El papel exigía que la actriz tuviera sobrepeso. Como resultado, aumentó su peso en 30 kg para adecuarse al papel.

## Lanzamiento
La junta de censura censuró la palabra "lesbiana" y reemplazó cuatro palabras en la película. La película se lanzó en plataformas en India y se exhibió en 775 pantallas. También se estrenó en los Emiratos Árabes Unidos el 23 de abril de 2015. Hasta el 20 de marzo de 2015, la película aún no se había estrenado en Norteamérica ni en Europa.

## Banda sonora

### Partitura
La película cuenta con una partitura musical original compuesta por el compositor italiano Andrea Guerra. Este compositor, conocido principalmente por su música en "En busca de la felicidad" protagonizada por Will Smith, hizo su debut en Bollywood con esta película.

### Canciones
Kumar Sanu ha interpretado dos canciones en la película, mientras que Sadhana Sargam hace un regreso en este álbum con la exitosa canción a dúo "Dard Karaara" junto a Kumar Sanu. Otros cantantes incluyen a Papon, Bishal Phukan, Kailash Kher, las hermanas Jyoti y Sultana Nooran, Malini Awasthi, Rahul Ram y Monali Thakur. Monali Thakur interpretó "Moh Moh Ke Dhage", por la cual recibió el Premio Nacional de Cine a la Mejor Cantante Femenina. La composición de "Moh Moh Ke Dhage" está a cargo de Hitesh Modak.

## Recepción de la crítica
El Hindustan Times afirmó que, aunque se sabía desde el principio que el chico conseguiría a la chica, la película "contrarresta los estereotipos de muchas, muchas maneras". Bollywood Hungama elogió las actuaciones de los actores principales de la película, Bhumi y Ayushman, pero criticó la dirección de Sharat Kataria y la edición de la película. Koimoi otorgó una calificación 4/5 de estrellas. Shubhra Gupta del Indian Express le otorgó 4.5/5 estrellas. Rajeev Masand de CNN-IBN también entregó 4.5/5 como su crítica. NDTV emitió una crítica positiva con 4.5/5 estrellas. Anuj Kumar de The Hindu elogió la película, calificándola como "Dum Laga Ke Haisha: un esfuerzo completo".

## Recepción de taquilla
La película Dum Laga Ke Haisha logró una recaudación neta de 30 millones de rupias y fue catalogada como un "éxito" por la taquilla de India.

## Taquillas
La película tuvo un sólido inicio y generó ₹30 millones en sus dos primeros días en la India, según Box Office India. En el primer domingo de su estreno, la película recaudó alrededor de ₹30 millones llevando su total neto del primer fin de semana a ₹ 60,5 millones. El primer lunes, la recaudación neta fue de ₹ 10,5 millones. Sin embargo, en su primer martes, las ganancias disminuyeron y la película recaudó ₹10 millones, acumulando un total de ₹ 80,5 millones en cinco días.
En 10 días, Dum Laga Ke Haisha logró una recaudación neta de ₹175 millones. Lo destacado fue que la película logró un mayor éxito en su segundo fin de semana (₹67.5 millones) en comparación con el primer fin de semana (₹60.5 millones), lo que la convirtió en una excepción en el cine hindi. Además, Dum Laga Ke Haisha se posicionó como la quinta película con mayor recaudación en su quinto fin de semana en 2015, con una suma de ₹ 11,3 millones netos.
Después de cinco semanas de proyección en cines, la película acumuló ganancias de ₹ 30,19 millones de rupias.